# Semtěš

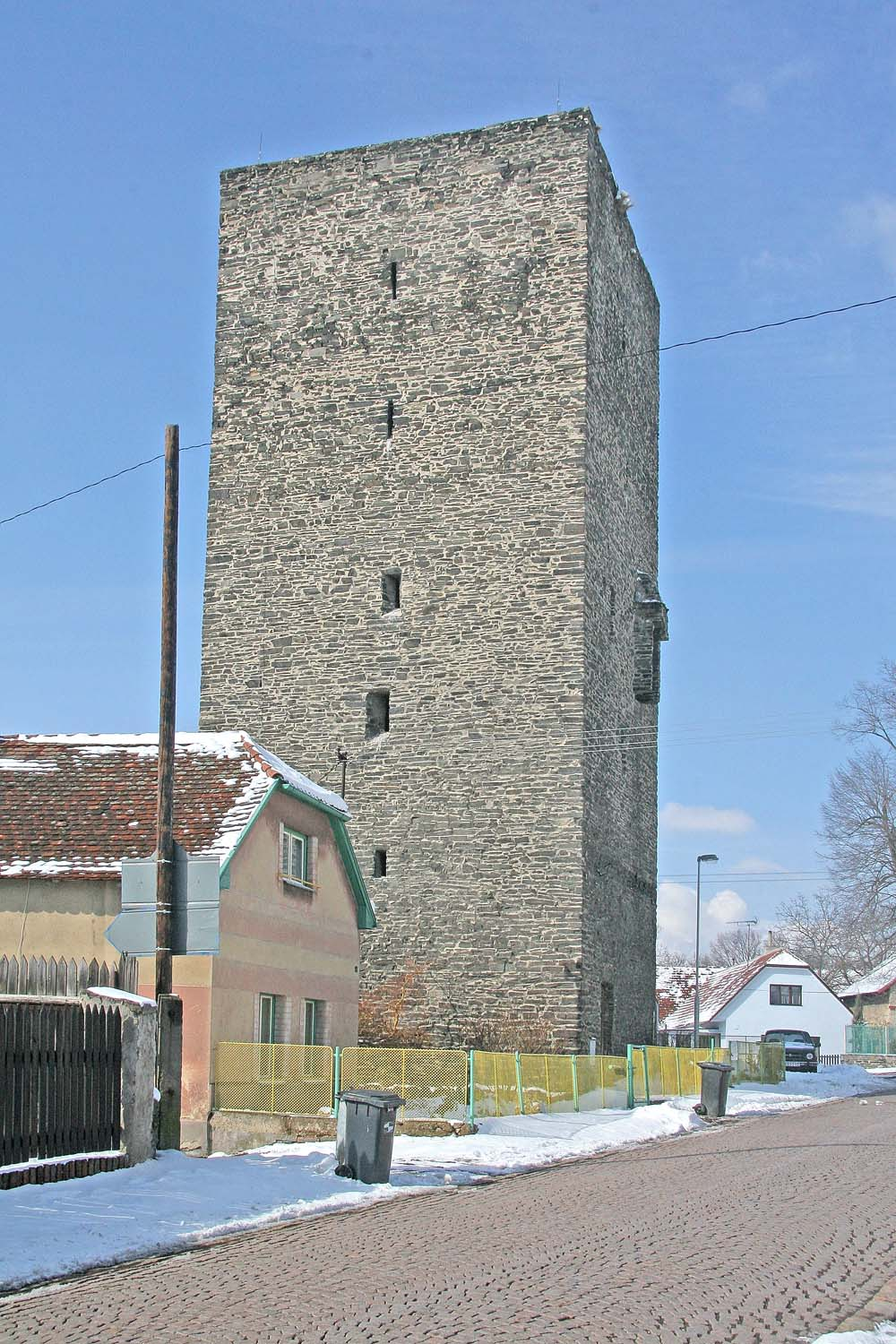
Wohnturm „Bašta“ der Feste Semtěš

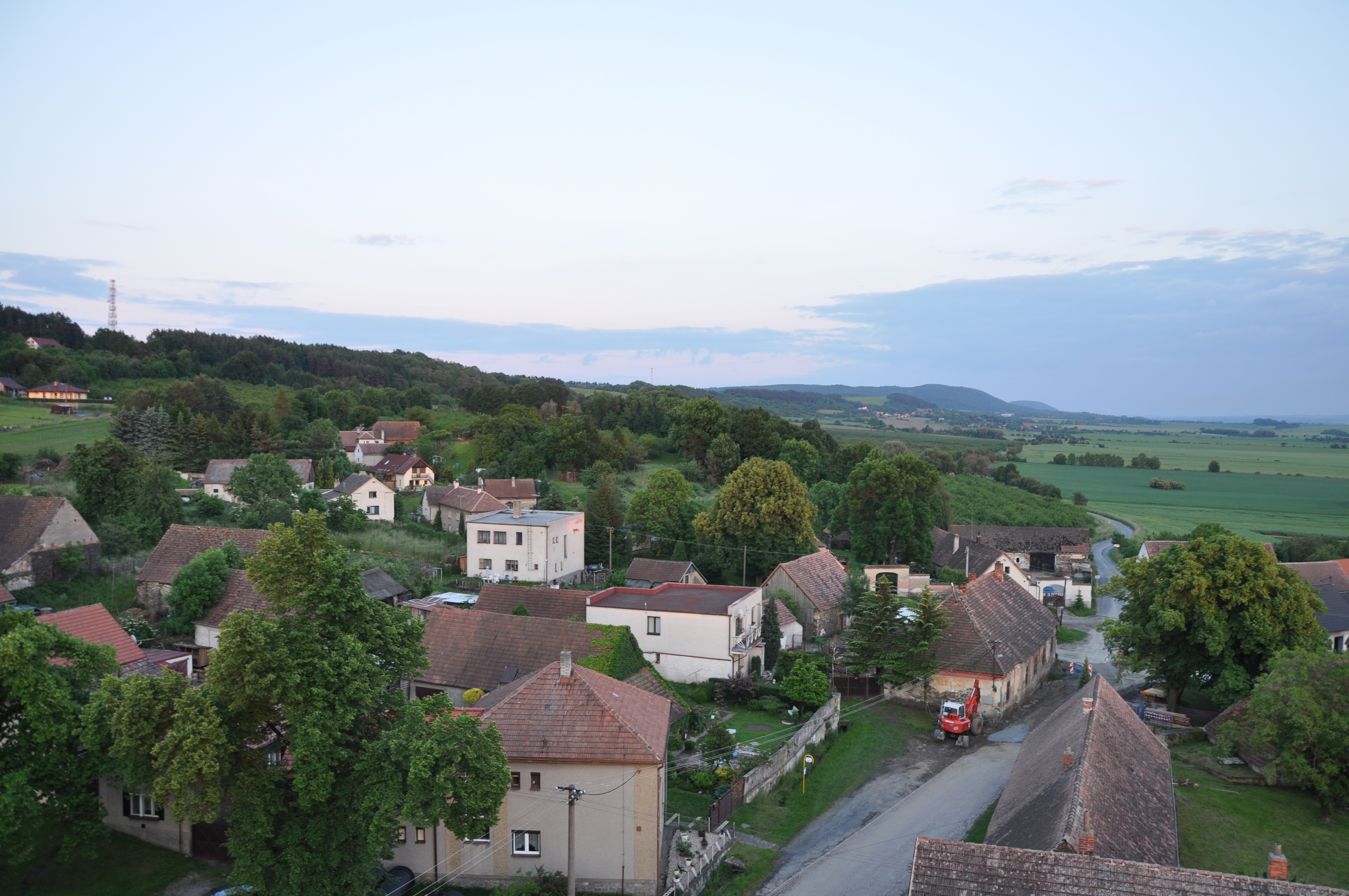
Blick von der „Bašta“ nach Südosten

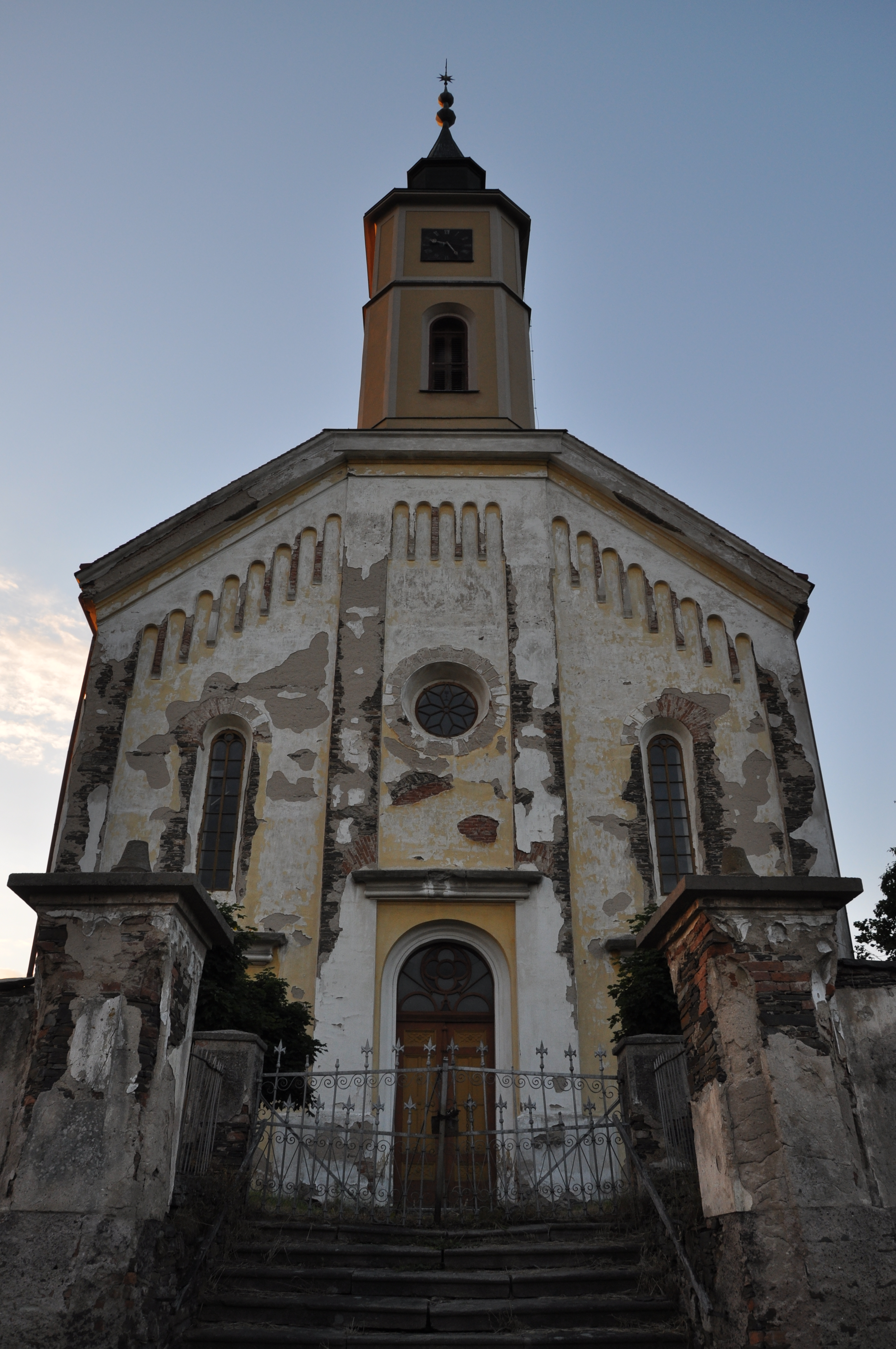
Evangelische Kirche

Semtěš (deutsch Semtiesch) ist eine Gemeinde in Tschechien. Sie liegt elf Kilometer nordöstlich von Čáslav und gehört zum Okres Kutná Hora.

## Geographie
Semtěš befindet sich in der Südwesthanglage am Abfall der zum Eisengebirge (Železné hory) gehörigen Chvaletická hornatina (Chwaletitzer Hügelland) zur Čáslavská kotlina (Czaslauer Becken). Durch Semtěš fließt der Bach Semtěšský potok, der südlich des Dorfes in den Bumbalecký potok mündet.
Nachbarorte sind Vápenka, Morašice, Krasnice, Litošice und Seník im Norden, Hradiště, Sovoluská Lhota, Sovolusky und Urbanice im Nordosten, Husinec und Rašovy im Osten, Turkovice, Bumbalka, Nový Dvůr und Podhořany u Ronova im Südosten, Lovčice und Starkoč im Süden, Dolní Bučice und Zbyslav im Südwesten, Bílé Podolí und Pazderna im Westen sowie Obícka und Koukalka im Nordwesten.

## Geschichte
Die erste schriftliche Erwähnung von Semtěš erfolgte 1355 als Sitz des Rubín von Skalice und Semtěš. Nachfolgende Besitzer waren Weigel, Aleš, Petr bzw. Jetřich von Semtěš. In dieser Zeit erfolgte wahrscheinlich auch der Bau der mächtigen Feste im Dorf; nach der Bauart des Turmes entstand sie am Übergang vom 14. zum 15. Jahrhundert und diente möglicherweise dem Schutz der Salzstraße. Während des Böhmisch-Ungarischen Krieges wurde 1468 das Heer des ungarischen Königs Matthias Corvinus bei Semtěš von böhmischen Truppen eingekesselt und zu einem Friedensschluss gezwungen. Zum Ende des 15. Jahrhunderts erwarben die Herren Žehušický von Nestajov das Gut Semtěš und schlossen es an die Herrschaft Žehušice an. Die erste schriftliche Nachricht über die Feste stammt aus dem Jahre 1542 als Besitz des Václav Žehušický von Nestajov. Kaiser Ferdinand I. entzog Václav Žehušický wegen dessen Teilnahme am Ständeaufstand von 1546 das Lehen und verkaufte die Herrschaft an Karl von Zierotin. Im Jahre 1558 veräußerte Karl von Zierotin die Herrschaft Žehušice an Zdeněk Meziříčský von Lounice, dabei wurde letztmals auch die Feste Semtěš genannt. Sie diente zu dieser Zeit schon lange nicht mehr als Herrensitz und wurde dem Verfall überlassen. Im Laufe der Zeit wurden auf dem Gelände der Feste Wohnhäuser errichtet, wobei die Steine der Ruine als Baumaterial dienten.
1661 erwarb Michael Oswald von Thun und Hohenstein die Herrschaft Žehušice von den Erben des Burian Ladislaw von Waldstein. 1671 bestimmte er die Herrschaft Žehušice zum Majorat und vererbte sie seinem Bruder Maximilian. In dem verfallenen Turm der Feste wurde im 18. Jahrhundert eine Schmiede eingerichtet. Nach dem Toleranzpatent von 1781 bildete sich in Semtěš eine helvetische Toleranzgemeinde. Semtěš wurde Sitz einer helvetischen Pfarrei, die der Evangelischen Superintendentur H. B. Böhmen unterstand. 1783 wurde das Toleranzbethaus geweiht. Im Jahr darauf war das Schulhaus fertiggestellt.
Im Jahre 1840 bestand Semtiesch bzw. Semtěš aus 88 Häusern, in denen 555 Personen lebten. Im Ort gab es ein helvetisches Bethaus mit einer Pastorei sowie eine Schule unter dem Patronat der Gemeinde. Der Turm der ehemaligen Ritterburg diente der Schmiede als Esse. Auf der Höhe nördlich befanden sich bei dem ansehnlichen Restloch eines erschöpften Kalksteinbruches die 6 Häuser von Wapnice (Vápenka). Von der im Wald gelegenen Burg Hradek waren nur noch wenige Überreste sichtbar. Katholischer Pfarrort war Zbislau.
Nach der Aufhebung der Patrimonialherrschaften bildete Semtěš ab 1849 mit dem Ortsteil Bumbalka eine Gemeinde im Gerichtsbezirk Časlau. Zwischen 1860 und 1863 entstand anstelle des helvetischen Bethauses ein großer Kirchenbau. Ab 1868 gehörte Semtěš zum Bezirk Časlau.
Im Zuge der Gebietsreform von 1960 wurde der Okres Čáslav aufgehoben; Semtěš wurde dem Okres Kutná Hora zugeordnet. 1961 erfolgte die Auflösung der Gemeinde; Semtěš kam als Ortsteil zu Bílé Podolí, Bumbalka zu Turkovice. Seit dem 24. November 1990 bildet Semtěš wieder eine eigene Gemeinde.
Im Jahre 2014 wurde ein ausgedehntes System unterirdischer Gänge unter dem Dorf entdeckt.

## Gemeindegliederung
Für die Gemeinde Semtěš sind keine Ortsteile ausgewiesen. Zu Semtěš gehören die Ansiedlungen Hradiště, Husinec, Obícka und Vápenka (Wapenka).
Das Gemeindegebiet bildet den Katastralbezirk Semtěš u Bílého Podolí.

## Sehenswürdigkeiten
- Feste Semtěš, sie wurde wahrscheinlich am Übergang vom 14. zum 15. Jahrhundert errichtet und diente bis zum Ende des 15. Jahrhunderts als Adelssitz. Der älteste schriftliche Nachweis stammt von 1542. Die seit der zweiten Hälfte des 16. Jahrhunderts dem Verfall überlassene Anlage wurde schließlich mit Ausnahme des Turmes abgebrochen und überbaut. Im 18. Jahrhundert erfolgte eine Instandsetzung des Turmes und Einbau einer Schmiede. Dabei wurde ein neuer Eingang in das Erdgeschoss des Turmes gebrochen und der ursprüngliche vermauert. Die Schmiede befand sich bis 1950 im Turm. Der 22 Meter hohe gotische Wohnturm „Bašta“ wurde 1997/98 saniert und zum Aussichtsturm hergerichtet. Der Wohnbereich lag wahrscheinlich im 2. Geschoss. Er ist der einzig erhaltene Teil der Anlage und als Kulturdenkmal geschützt.
- Burgstall Semtěš (Hradek), auch Vlčí hrádek genannt; nordöstlich des Dorfes auf einem Sporn über dem Quellgrund des Semtěšský potok. Die Burg wird als Vorgänger der Feste angesehen.
- Evangelische Kirche, der pseudogotische Bau entstand 1860 bis 1863 an Stelle des Bethauses. Mit 500 Plätzen gehört sie zu den größten evangelischen Kirchen im Land.
- Evangelisches Pfarrhaus
- Pelíšek-Saal (Pelíškova síň), das 1784 errichtete Schulgebäude wurde 1935 zum Winterbethaus umgebaut. Benannt ist er nach dem verdienstvollen Pastor Jan Pelíšek.
- Gedenkstein für die Gefallenen beider Weltkriege

## Persönlichkeiten

### Im Ort lebten und wirkten
- František Dobiáš (1901–1985), evangelischer Pfarrer in Semtěš und Senior des Chrudimer Seniorats der Evangelischen Kirche der Böhmischen Brüder. Er wurde 1942 wegen Ausstellung gefälschter Taufscheine für die Operationsgruppe Silver A verhaftet und saß bis zum Ende des Zweiten Weltkrieges in den KZ Theresienstadt, Buchenwald und Dachau.
- Jan Pelíšek (1850–1916), evangelischer Pfarrer in Semtěš, Dichter, Dramatiker und Übersetzer

### Söhne und Töchter der Gemeinde
- Josef Pelíšek (1889–1969), Dichter und Übersetzer